# Terremoto de Mansfield de 2021
Un terremoto sacudió aproximadamente a 53 kilómetros al SSW de la ciudad de Mansfield (a 27 km del asentamiento más cercano de Jamieson, Victoria), en los Alpes victorianos de Australia, el 22 de septiembre de 2021, a las 09:15 hora local. El terremoto midió 5.9 en la escala de magnitud de momento. El terremoto causó daños estructurales menores en partes de Melbourne y dejó a una persona herida. El terremoto también se sintió en Nueva Gales del Sur, el Territorio de la Capital Australiana, Australia Meridional y Tasmania. El terremoto fue sustancialmente más fuerte que el terremoto de Newcastle de 1989 que midió Mw 5.6 y mató a 13 personas.

## Información téctonica
La masa continental australiana está situada en la Placa Australiana, lejos de cualquier límite de placa activo conocido, donde ocurren la mayoría de los terremotos del mundo. Estos terremotos en el límite de las placas se conocen como terremotos entre placas. En Australia, los terremotos que ocurren dentro de la Placa Australiana se conocen como terremotos intraplaca porque ocurren dentro de una placa tectónica en lugar de en el límite.
El terremoto está situado en el cinturón plegado de Lachlan, un cinturón orogénico que consta de estratos plegados y fallados. Esta zona se formó como resultado de la convergencia de placas que se produjo en el límite oriental del supercontinente Gondwana durante el Neoproterozoico.Desde el Neoproterozoico hasta el Devónico temprano, la región estuvo dominada por empujes y algunas fisuras. La deformación de la corteza se acomodó más tarde mediante fallas predominantemente de deslizamiento en el Devónico. Una de las principales fallas de deslizamiento que acomoda esta deformación es la Transformada de Baragwanath; una falla de transformación. La ruptura también ocurrió en este período, lo que llevó al vulcanismo. En el Devónico medio, la Transformada de Baragwanath se extinguió. La falla del gobernador marca el margen norte de la zona de Mebourne y el margen sur de la orogenia de Tabberabberan, y se caracteriza por un movimiento deslizante.
La falla del gobernador es una gran falla intraplaca que se extiende desde el medio oeste de Nueva Gales del Sur, a lo largo de parte del lecho del río Murray y atraviesa el centro norte de Victoria cerca de Barmah hasta los Alpes victorianos cerca del monte Buller (cerca del epicentro del terremoto) hacia la cuenca de Gippsland. cerca de la costa en Isla Santa Margarita. Tectónicamente, esta falla separa las zonas estructurales de Melbourne y Tabberabberan.
Un terremoto de magnitud 6,0 o más golpea Australia aproximadamente una vez cada seis a diez años, según los datos sismológicos recopilados durante los últimos 150 años. El último terremoto conocido de magnitud 6,0 sacudió a Australia en 2016 en el Territorio del Norte. Ese terremoto ocurrió como resultado de fallas inversas poco profundas dentro de la Placa Australiana. El terremoto más grande en Australia fueron los terremotos de Tennant Creek de 1988, que consistieron en un terremoto de 6,7 Mw y dos sismos previos de 6,0 Mw 

## Terremoto
Según el Servicio Geológico de EE. UU., El terremoto fue el resultado de una falla de deslizamiento a una profundidad de 10 km, mientras que Geoscience Australia situó la profundidad en 12 km.El EMSC informó la profundidad focal a 2 km.Una idea preliminar del terremoto de tal magnitud sugiere una ruptura a lo largo de una falla que mide 5 km de largo y 3 km de ancho. La falla geológica involucrada ha sido identificada como los tramos occidentales de Governor Fault.Los sismólogos de la Universidad de Melbourne dijeron que el terremoto probablemente estalló a lo largo de una falla de deslizamiento de impacto de este a oeste. El terremoto ocurrió cuando la tensión elástica acumulada en la falla activa se libera en forma de ondas sísmicas que se sienten en la superficie como sacudidas.
En la escala de intensidad de Mercalli modificada, el terremoto obtuvo una intensidad máxima de VII (Muy fuerte). Los temblores se sintieron en Adelaide, el sur de Nueva Gales del Sur, Canberra y hasta Launceston en Tasmania. .

## Daños y víctimas
Según un geólogo de la Universidad de Melbourne, el terremoto produjo diez segundos de fuerte temblor que la gente sintió.El terremoto generó temblores que duraron hasta un minuto en la región del epicentro. Muchos edificios residenciales en Melbourne fueron evacuados debido a los daños causados por el terremoto. Se informó de algunos daños en muchas partes de Victoria.
En Chapel Street, Melbourne, el terremoto derrumbó la fachada superior de Betty's Burgers & Concrete Co., que es un edificio de ladrillos y dejó escombros al otro lado de la calle.A lo largo de Brunswick Road en Fitzroy, otro edificio de ladrillo sufrió un colapso parcial de su fachada. Se informaron en la ciudad al menos 46 casos de daños en edificios a chimeneas y fachadas. Los altos apartamentos residenciales de hasta 50 pisos se balancearon durante 20 segundos, lo que provocó el pánico entre los residentes. En Mansfield, cerca del epicentro, hubo daños menores en algunos edificios, incluido un centro de ambulancias local. Se informaron cortes de energía en partes del área metropolitana de Melbourne.
En la ciudad de Mansfield, Victoria, el terremoto causó algunos daños menores a los edificios y no provocó víctimas. Al menos a 40 km de distancia se encuentra una mina de oro operada por Kaiser Reef. Cuando comenzaron los temblores, al menos 12 mineros estaban presentes en la mina y fueron llevados a la superficie ilesos. Kaiser Reef dijo que la minería cesaría temporalmente mientras se llevaban a cabo las inspecciones. La empresa no encontró ningún daño en el área de la mina. Otra mina ubicada a 60 km de distancia y operada por White Rock Minerals no encontró ningún daño en sus minas después del terremoto. Nueve trabajadores debajo de la mina fueron evacuados de manera segura. Inicialmente, los funcionarios estatales y los servicios de emergencia dijeron que el terremoto no causó víctimas, pero un hombre en Mount Eliza, un suburbio costero en Melbourne, sufrió heridas leves. El hombre resultó herido cuando la construcción le cayó encima mientras trabajaba. Geoscience Australia dijo que el terremoto es el más fuerte que ha golpeado a Victoria en 50 años. También es el terremoto más grande en tierra en la nación desde que una magnitud de 6.0 sacudió el Territorio del Norte en 2016.